# Zágonyi György
Zágonyi György másként Zághoni (Szatmárnémeti, 1838. december 16. – Nagyharsány, 1886. június 18.) református néptanító.

## Élete
Tanult Sárospatakon, majd Késmárkon; itt végezte a VIII. osztályt. Mint tanító egy évig Felső-Zemplénben Málcán volt; innét Mádra ment mint orgonista kántor-tanító; egy év mulva, 1861-ben Kunszentmiklós választotta meg, ahol hét évet töltött. 1868. szeptember 27-től Óbudán volt tanító 1871. január 21-ig; mikor a székelykeresztúri állami tanítóképzőhöz nevezték ki ének- és zenetanárnak, ahol az unitárius gimnáziumban a gyorsírást is tanította. Erdélyből Baranya vármegyébe költözött, ahol 1872. november 26-án a nagyharsányi községben orgonistai és elemi iskolaigazgatói állásra választották. A Baranya megyei gazdasági egyesületnek választmányi tagja volt. Zeneszerzéssel is foglalkozott, különösen az egyházi zenével. Gyomorgörcs okozta halálát 48 éves korában. 23 évet élt házasságban, felesége Kun Klára volt.
A Szatmár c. hírlapban a népnevelés ügyét elősegítő rovatot vezette (1876-77.); a baranyamegyei gazdasági lapban pedig selyemtermelési és borászati cikkeket írt; utóbb nevelésügyi cikkeket is a szaklapokba.

## Munkái
- Aranylakodalmi versezet. Pest, 1863.
- Két népdal. Pest, 1864. (A Családi Kör melléklete.)
- Tizenkét eredeti népdal. Pest, 1865.
- Szatmári emlék. Lipcse, 1867.
- Szép kis könyv az olvasni szerető kis fiúk és leányok számára. Pest, 1868.
- Templomi szent hangzatok templomi használatra valláskülönbség nélkül. Pest, 1868.
- Orgona-tankönyv . . . Pest, 1871.
- Margitszigeti emlék: Pest, 1871.
- Székelyföldi induló. Lipcse, 1873.
- Jó tanácsok és példák tanítók- és tanügy-barátoknak. Az életből vett tapasztalatok után. Pécs, 1876.

Több zeneműve jelent meg az Orpheus c. zenefolyóiratban.